# Ciudad helenística
Las ciudades helenísticas son aquellas urbes fundadas durante el período homónimo, pero también a cómo se desarrollaron las polis griegas del período clásico en aquel tiempo. 

## Urbanismo
Las monarquías helenísticas promovieron enérgicamente la urbanización, pues las ciudades que fundaban eran claves en su esfuerzo de helenizar a los pueblos dominados, sin embargo, el interior rural permaneció dominado por «nativos» (ethnē) no helenizados. Por ello, la helenización se limitó al espacio urbano, siendo uno de sus principales frenos la supervivencia de las estructuras sociales originales de esos territorios, que Max Weber consideraba muy similares al feudalismo. Estas nuevas polis tenían jurisdicción legal propia y solían poblarse inicialmente con inmigrantes y veteranos griegos unidos con clanes nativos helenizados, usualmente familias que regentaban algún templo antiguo u parte de la aristocracia militar.
El período helenístico marcó un fuerte desarrollo de la vida urbana, que ganó mucha importancia gracias a la fundación de numerosas ciudades, algunas de ellas grandes metrópolis densamente pobladas. A diferencia del período clásico, donde las urbes eran desordenadas y mal urbanizadas porque los edificios se levantaban según el capricho de sus constructores, las ciudades empezaron a seguir planos bien organizados y a ser muy opulentas.
Durante el período se desarrolló la planificación urbana que daba mucha importancia a edificios monumentales cuidadosamente emplazados y agrupados para impresionar a los visitantes. Entre los ejemplos más destacados del período está el Altar de Pérgamo, construido hacia 180 a. C., por orden de Atalo I para celebrar su victoria sobre los celtas. Era parte de una acrópolis que también incluyó un templo dedicado a Atenea, una biblioteca, un gran teatro, un palacio real y una estoa; en cambio, el ágora ateniense era un espacio abierto irregular rodeada por edificios independientes y sin relación entre sí. Irónicamente, aquel punto culminante de la arquitectura helenística coincidió con el inicio de la hegemonía romana en la región.
Se sabe que las ideas del arquitecto Hipodamo fueron muy influyentes durante el helenismo, pues abogó por la planificación sistemática de las calles formando ciudades de diseño reticular y con cuadras regulares de edificios rectangulares. El primer caso fue El Pireo, una ciudad planificada según un plan cuadricular bien organizado que definía cuáles áreas eran residenciales y cuáles comerciales. También lo presenta su natal Mileto.
Según este modelo, se dejaban zonas que puedan ocupar los edificios gubernamentales, de servicios públicos, templos y con otras zonas dedicadas a vivienda. Además, aumentó el tamaño y decoración de las casas particulares con paredes pintadas y elaborados pavimentos de mosaico de guijarros. De las grandes capitales del período quedaron pocos rastros, Alejandría y Antioquía del Orontes fueron reconstruidas completamente durante el Imperio romano y a Seleucia del Tigris se la dejó fenecer durante el Imperio arsácida.
Las ciudades costeras solían construirse en lugares específicos para protegerse del mar clima: al interior de bahías profundas (Esmirna), rodeadas de pequeñas islas (Alejandría y Cnido) y en «semiislas» o penínsulas delimitadas por bahías (Pireo y Mileto).

## Los edificios públicos
Como en épocas anteriores, los edificios públicos fueron un capítulo importante en estas ciudades helenísticas, adaptándolos a la necesidad de los tiempos, pero siguiendo siempre el modelo griego que tanto admiraban.

### El ágora
Se prestó gran atención a este espacio público que en tiempos anteriores se había limitado a ser una simple plaza de mercado. Los pórticos vinieron a configurar este espacio, favoreciendo su aspecto, dándole nueva y mejor prestancia. El ágora se empezó a construir de acuerdo con un plan hipodámico (calles trazadas en ángulo recto), es decir, se acotó un espacio rectangular y porticado en varios de sus lados. Fueron ágoras diseñadas con amplitud, donde se reunía la actividad comercial que podía disfrutar de un espacio suficiente y cómodo. Cada ciudad tenía al menos una, según sus necesidades. En Delos se construyeron varias ágoras en las cercanías del puerto. En Atenas también se modificó este espacio y se embelleció con tres nuevos pórticos, uno de ellos ofrecido a Átalo II.

### Los pórticos
La construcción de pórticos fue una moda que se extendió de manera asombrosa por todas las ciudades. La sensación de magnitud y suntuosidad que ofrecían estas grandes obras hicieron que las ciudades que poseían un pórtico fueran las más bellas y armoniosas. Pero además se consideraban de gran utilidad dando cobijo en las horas de mucho sol o en los días de lluvia. Los pórticos monumentales de las ciudades importantes llamaron enseguida la atención de los romanos cuando tuvieron contacto con ellas en sus conquistas de Oriente. Muchos historiadores y críticos de arte, como José Pijoán, opinan que fue a la vista de estos pórticos cuando los romanos desarrollaron el gusto por el arte griego. Muchas veces se construía un pórtico por el capricho de embellecer un santuario, el rincón de una ciudad o por delimitar un ágora.

### Teatros
Los teatros también se multiplicaron. Se construyeron a la antigua usanza, generalmente adosados a la ladera de una colina o elevación del terreno. En esta época tuvieron una modificación que dio lugar al escenario permanente donde actuaban los actores. Anteriormente éstos se situaban sobre una plataforma que se colocaba en el momento de la actuación delante del proscenio. Uno de los teatros que más información puede dar al respecto es el de Priene del año 150 a. C..

### Gimnasios
Este fue el complejo arquitectónico más difundido en el mundo helenístico. No hubo ciudad o poblamiento por muy humilde que fuera que no tuviese construido su gimnasio. El gusto por los ejercicios físicos (heredado de los griegos) fue general en este periodo y fue parte de la educación de los jóvenes. Además, en el complejo gimnástico no solo se realizaban ejercicios físicos, sino que se daban enseñanzas diversas, conferencias, y se organizaban lo que hoy se llamaría "actos culturales". Los edificios solían estar rodeados de grandes jardines con bonitos y agradables paseos donde los discípulos escuchaban las charlas de sus maestros filósofos. Tampoco olvidaron el tema religioso, de manera que los gimnasios fueron protegidos y dedicados a un dios o en algunos casos a un héroe como Hermes o Heracles.
Estos centros fueron de una gran ayuda para la educación de los nativos, sobre todo en Asia. Acudían a ellos con gran entusiasmo y deseos de aprender. Llegaron a formar asociaciones que de manera general eran llamadas apo tou gymanasiou (από του γυμνασίου, «los que salen del gimnasio»).

### Los negocios
El mundo de los comerciantes y de los negocios también tuvo necesidad de enclaves especiales. Se construyeron edificios comparables con las cámaras de comercio y otros menos importantes, pero igualmente necesarios como almacenes y despachos. Las excavaciones de Delos han dado abundante información sobre estos edificios, en especial sobre el conjunto de los Posidoneístas de Bertos, actual Beirut, que poseían un importante complejo formado por una lujosa residencia llena de obras de arte, y sobre el otro conjunto de los Negotiatiores itálicos con un ágora particular, tiendas, despachos y demás dependencias. Los romanos lo imitarían en época imperial en Ostia con la Plaza de las corporaciones.

## Gobierno
Respecto del gobierno de las ciudades helenísticas, el caso mejor documentado es el de Pérgamo. La urbe había contado con una autonomía limitada durante los aqueménidas, pero al convertirse en capital de los atálidas gozó de una fachada de democracia. En apariencia, su boulé y su demos funcionaban igual que en cualquier polis independiente, pero todos sus decretos debían ser propuestos por un colegio de 5 estrategos nombrados por el rey (eran magistrados civiles y financieros, no militares). Es decir, gozaban de autonomía municipal, pero sus ciudadanos no eran realmente libres en su política. Esto quedó patente cuando el último atálida, Átalo III, legó su reino a Roma, excluyó a Pérgamo y su territorio cívico al declarar a la ciudad eleuthera  (ελευθέρα, «libre»).
El grado de autonomía iba variando de ciudad en ciudad, durante los atálidas hubo ciudades con mayores libertades políticas y fiscales que otras. A veces los soberanos instalaban epístatas en las ciudades que deseaban vigilar sin modificar sus instituciones. Sin embargo, la exaltación de la monarquía y el control sobre las ciudades fue mucho más suave entre los atálidas que entre los ptolemaicos y mejor planificada que entre los seléucidas. La historiadora Margaret L. King señalaba que durante el posterior período romano, las ciudades helenísticas de Alejandría, Antioquía, Cartago, Éfeso, Esmirna y Pérgamo siguieron manteniendo sus propios magistrados y sistema judicial. Por otra parte los reyes de los territorios helenísticos participaban personalmente con su fortuna en el embellecimiento y engrandecimiento de muchas de estas ciudades, siendo los principales mecenas de la construcción de edificios públicos o de la reconstrucción o restauración. Todas estas ciudades con su régimen de vida y su política reformada en gran medida favorecieron el auge económico y como consecuencia, el tesoro real.

## Regiones

### Polis clásicas
Atenas había perdido su imperio con la guerra del Peloponeso y luego su independencia ante los macedonios. Lentamente, fue desplazada como centro cultural por Alejandría y como núcleo comercial en el mar Egeo por Rodas. Nunca se recuperó y pronto cayó bajo el control de la República romana. En este período su población decayó a cerca de la mitad. Por su parte, El Pireo también entró en decadencia al competir con Rodas. Corinto siempre se había disputado con Atenas la posición como la más rica y populosa polis. En este período logró mantener su población, pero cuando se libró de los macedonios e intento restablecer su independencia de los romanos, fue destruida.
Respecto de Rodas, sus gobernantes la mantuvieron al margen de las guerras de los reyes helenísticos, gracias a lo cual consiguió estabilidad política. Aprovechando su posición privilegiada en el medio de las rutas comerciales se enriqueció enormemente en esa época. Hábilmente fueron aliados de poderes lejanos, como los ptolemaicos y los romanos contra sus enemigos más cercanos, antigónidas y seléucidas. Siracusa fue gobernada por una serie de tiranos, pero pudo mantenerse independiente de romanos y cartagineses. Siguió siendo próspera y populosa hasta la época imperial.

### Ciudades seléucidas
El primero de los reyes, Seleuco I Nicátor fundó muchas ciudades a las que dio el nombre de Antioquía en recuerdo de su padre llamado Antíoco y varias decenas con otros nombres. Su hijo, Antíoco I Sóter, siguió multiplicando la fundación de ciudades y más tarde, en época de Antíoco IV Epífanes, hubo otro gran impulso de construcción.
Como eran parte de una aristocracia macedonia de habla griega que se esforzaba por conservar esa cultura, estos monarcas la promovieron en Asia para asimilar a la población local y atraer inmigrantes de las regiones más sobrepobladas de la Grecia clásica al sudeste de Turquía y Siria. La fundación de una ciudad nueva, desde un punto de vista urbanístico, seguía las reglas difundidas por el filósofo y arquitecto griego Hipódamo hacia el 480 a. C., y que aconsejan un proyecto cuadrilátero con calles cortadas en ángulo, con zonas que puedan ocupar los servicios, los edificios oficiales, templos y con otras zonas dedicadas a vivienda. Por ejemplo, en Mesopotamia Seleuco I fundó cerca de la antigua ciudad de Orhai una colonia militar llamada Antioquía-Edesa, la que siguió el plan militar macedonia tradicional: un cuadrado con cuatro grandes calles que llevaban a la plaza central y cada una con su entrada.
Otro historiador, George Aperghis, señaló que las principales ciudades pertenecían a la tetrápolis siria: Apamea, Laodicea, Antioquía del Orontes y Seleucia Pieria. Más pequeñas fueron las urbes edificadas en el norte de la actual Siria (Cirro, Calcis, Beroa y Seleucia del Éufrates). De todas ellas, Antioquía fue la única que excedió los límites de espacio y su población sobrepasó lo que se planificó, alcanzando niveles comparables a Alejandría y Seleucia del Tigris. Fue diseñada por el arquitecto Xenario y posiblemente se basó en el trasado de Alejandría. Por ello, su plano era uno cuadriculado con edificios construidos deprisa, sólo en contadas ocasiones se le daba importancia al tamaño y la belleza, algo muy frecuente en las ciudades seléucidas. Contaba con una población de colonos griegos y macedonios a los que se sumaban judíos y asiáticos que rápidamente se helenizaron. Se distribuían en cuatro barrios: dos creados en su fundación y ubicados junto al Orontes, el de Neápolis, una isla en el río, que fue construido por Antíoco III, y un cuarto barrio en las estribaciones del monte Silpio y levantado por Antíoco IV. Su población se dedicaba al comercio y la industria textil, y aunque los reyes Antíoco III y Antíoco IX fundaron un museo y una biblioteca, jamás se volvió un centro cultural.
Seleuco I también fundó Seleucia del Tigris para legitimar su coronación como basileos; de hecho, según el historiador Daniel Ogden, la razón de que fundara numerosas ciudades en Siria y Mesopotamia fue para legitimar su mando en las regiones que eran su base de poder. Debido al éxito de esta urbe, la antigua y vecina Babilonia decayó rápidamente. Uruk vivió un renacimiento durante este período con el nombre de Orchoe u Orchoi. Una parte de la población de Babilonia fue trasladada a Seleucia cuando se fundó la nueva capital y otra parte fue movida por Antíoco I en 273 a. C., según indica un texto cuneiforme. Sin embargo, tanto Babilonia como Uruk siguieron siendo importantes centros urbanos hasta cayeron en decadencia después del saqueo arsácida del 126 a. C..
Por su parte, Dura Europos fue fundada por un general llamado Nicanor durante el reinado de Antígono I Monóftalmos, posiblemente llamándose originalmente Nicátor o Nicatón. Tenía forma de tablero alrededor de una gran ágora.
La prosperidad económica de la dinastía llegó a regiones tan lejanas como Sogdiana, trayendo riquezas a ciudades comerciales como Samarcanda y Bujará, aunque la segunda nunca llegó a tener la importancia de la primera. Entre las principales ciudades de Asia Central bajo dominio seléucida estuvieron Alejandría de Margiana (luego Antioquía Margiana, actual Merv), Marakanda (Samarcanda), Trales, Magnesia del Meandro y Tabai.

### Ciudades ptolemaicas
Alejandría fue la ciudad capital de los ptolemaicos, reemplazando a Atenas como centro del mundo griego. Fundada por el propio Alejandro Magno fue durante muchos siglos la referencia a la grandiosidad y actividad económica así como el gran centro del estudio de las ciencias y de las artes. Los estudios arqueológicos del alemán Wolfram Hoepfner indican que su etapa inicial la ciudad fue construida para tener 35 cuadras o barrios, equivalentes a unas 5000 viviendas de la época, por lo que habría tenido capacidad para albergar unos 75 000 a 100 000 habitantes. Esta urbe creció rápidamente y como Antioquía del Orontes generó una comunidad urbana culturalmente muy heterogénea. Sin embargo, la antigua Alejandría nunca fue una ciudad egipcia, sino que una de cultura griega poblada principalmente por greco parlantes. Los nativos egipcios en ella seguramente siempre fueron una minoría y vivían en barrios apartados de los griegos. Otro grupo importante serían los judíos helenizados que jugaron un importante papel en su historia.
Ptolomeo I fundó Ptolemaida, fundada para honrar su figura. Poseía su propio consejo (boulé) y asamblea (ekklesia), por lo que gozaba de autonomía al estar tan lejos de la corte tolemaica. Mientras la antigua colonia griega de Náucratis decayó en favor de Alejandría, aunque floreció económicamente y mantuvo su autonomía política.
La población helena de estas tres ciudades era llamada astoi, «ciudadanos» en griego, y gozaba de privilegios que le distinguía de la población nativa. También hubo concentraciones menores de griegos y macedonios en las capitales administrativas de cada nomo y muchos militares veteranos recibieron tierras alrededor del oasis de Fayún, por entonces ocupada por el lago Moeris, gente traída por los dos primeros reyes ptolemaicos. Los colonos en Alejandría, Náucratis y Ptolemaida evitaron todo lo posible casarse con nativos, quienes vivían apartados del resto de la población en esas ciudades, en los barrios de Rakoti en Alejandría y Psoï en Ptolemaida. En cambio, los templos egipcios en Náucratis indican que pudo estar más permeada por la cultura nativa. Por su parte, la antigua Menfis también vivió una etapa de florecimiento durante la dinastía.

### Ciudades atálidas
Asia Menor se volvió uno de los principales centros culturales, demográficos y económicos del mundo helenístico, con urbes como Pérgamo, Éfeso, Esmirna, Sardes, Nicea, Halicarnaso, Lámpsaco, Heraclea Póntica, Selge, Cícico, Alejandría de Tróade, Nicomedia, Bizancio y Mileto.
En dicho territorio se fundaron varias dinastías menores de cultura helénica, destacando los atálidas con capital en Pérgamo, una ciudad que quiso desplazar a Atenas como el baluarte de la cultura helénica.  Tuvo una gran biblioteca y un museo de escultura donde se dice que nació la crítica de arte. Los arquitectos siguieron en Pérgamo las mismas normas de Hipódomo de Mileto, pero el enclave que ofrecían los terrenos hizo que los constructores se lucieran edificando una ciudad totalmente distinta, con la acrópolis en todo lo alto y el perímetro urbano dividido en tres terrazas, cada una con sus templos, que se unían entre sí por una original vía trazada en zigzag y con grandes escaleras.
Al ser parte de las grandes rutas comerciales, Éfeso y Esmirna ciudades prosperaron y se volvieron los principales puertos del Egeo. En el caso de Éfeso, el rey Atalo II le amplió su muelle y le construyó nuevos rompeolas en 155 a. C., volviéndolo el principal emporio comercial de Asia Menor y un centro cultural. Hacia el 290 a. C., fue trasladada y renombrada como Arsinoia por Lisímaco de Tracia, quien construyó para el nuevo emplazamiento murallas. Por su parte, Esmirna fue refundada por impulso de Antígono I y Lisímaco, creciendo tanto que debió trasladarse porque la colina donde estaba no tenía espacio suficiente.

## Población
El historiador estadounidense Walter Scheidel señala que el período helenístico se distinguió de épocas anteriores porque varias ciudades, especialmente las capitales, alcanzaron proporciones mucho mayores que cualquier polis clásica. Entre el 350 y el 250 ó 200 a. C., muchas ciudades mediterráneas experimentaron un fuerte crecimiento. Esto se debió a que, aunque el proyecto político de Alejandro Magno murió con él, la infraestructura administrativa fue mantenida y fortalecida por sus sucesores y la economía se expandió, lo que estaba muy vinculada a la creación de ciudades. Coincidió con una expansión de las tierras agrícolas más productivas en África y Asia. De hecho, cada gran urbe necesitaba de un hinterland para obtener un suministro básico de alimentos y buenas conexiones fluviales. Sin embargo, igualmente pocas urbes pasaban los 25 000 habitantes y la mayoría rondaba los 5000 a 15 000. Posteriormente, entre los años 200 y 100 ó 50 a. C., la mayoría de las ciudades del Mediterráneo continuaron creciendo, excepto en Egipto (al igual que en Mesopotamia, Persia e India).
Según el profesor Herbert William Hess un siglo después de la muerte de Alejandro Magno Cartago, Alejandría, Seleucia del Tigris y Antioquía del Orontes pasaban los 200 000 habitantes, Siracusa sobrepasaba por mucho los 100 000 y alcanzaban esa última cifra Roma, Corinto, Rodas, Éfeso y posiblemente otras más. Para Scheidel, sólo Roma, Alejandría y Antioquia sobrepasaron los 100 000 habitantes durante el siglo III a. C..
Mientras, el arqueólogo turco Ekrem Akurgal afirmaba que después de la conquista macedónica Rodas, Alejandría, Éfeso y Pérgamo empezaron a crecer gracias a la prosperidad del mundo griego, sobrepasando los 100 000 habitantes en las épocas helenística y romana. En cambio, su colega británico, Ian Morris, defendía estimaciones mucho más alcistas, un cuarto a medio millón de habitantes para Alejandría, Seleucia y Antioquía a finales del período helenístico. Las dos primeras tendrían más o menos la misma población, mientras que la tercera sería ligeramente menor, basándose en Estrabón.
El historiador estadounidense Tertius Chandler realizó estudios demográficos y económicos para estimar la evolución demográfica de las ciudades durante esa época. En sus resultados aparece que varias de las polis clásicas decayeron, mientras que las urbes fundadas por las dinastías reinantes florecieron.
| Principales ciudades helenas en el 430 y 200 a. C.: se ha agregado Roma para comparar. |             |           |
| Ciudad                                                                                 | 430 a. C.   | 200 a. C. |
| Alejandría                                                                             | ninguna     | 300 000   |
| Seleucia del Tigris                                                                    | ninguna     | 200 000   |
| Antioquía del Orontes                                                                  | ninguna     | 120 000   |
| Siracusa                                                                               | 125 000     | 100 000   |
| Atenas                                                                                 | 155 000     | 75 000    |
| Corinto                                                                                | 70 000      | 70 000    |
| Rodas                                                                                  | Desconocida | 42 000    |
| Éfeso                                                                                  | 42 500      | 40 000    |
| Pérgamo                                                                                | Desconocida | 35 000    |
| Mesina                                                                                 | 38 000      | 35 000    |
| Cirene                                                                                 | 35 000      | 30 000    |
| Esparta                                                                                | 40 000      | 30 000    |
| Roma                                                                                   | 35 000      | 150 000   |

Basado en Chandler, Andrew Bosworth señala que, hacia el año 200 a. C., Corinto, Europos (Ray) y Bactra (Balj) tenían 75 000 habitantes cada una, Antioquía 120 000, Seleucia 200 000 y Alejandría 300 000, siendo esta última la tercera ciudad más poblada del mundo, después de Changan y Patna. La historiadora alemana Sitta von Reden creía que Alejandría, Antioquia y Pérgamo superaron los 100 000 habitantes en el siglo III a. C., todas capitales reales. A mediados de la centuria, Antioquia y Seleucia tendrían cien a trescientos mil pobladores, probablemente más cercana a la segunda cifra. Mientras Alejandría habría llegado al medio millón en el siglo I a. C., a la vez que Éfeso y Pérgamo tendrían 200 000, esto convertiría a la capital egipcia en la mayor ciudad del mundo hasta el ascenso de Roma. También existían numerosas ciudades secundarias y metropoleis locales que tenían entre 50 000 y 100 000 residentes, un considerable tamaño para la época, lo que indica su importancia administrativa. El filólogo de la misma nacionalidad, Franz Poland, creía que en el período helenístico Alejandría, Antioquía y Seleucia alcanzaron el medio millón de habitantes, mientras que Siracusa se mantuvo alrededor de los 100 000.
El demógrafo e historiador británico Colin McEvedy estimó números muy inferiores a los de otros autores, a quienes consideraba exagerados. Se basaba en estudios de la capacidad de carga de cada región según la tecnología de la época, el área de cada urbe y el análisis de los registros supervivientes. Por ejemplo, asigna a Alejandría 100 000, a Pérgamo y Rodas 10 000 cada una o a Corinto, Cirene y Mileto 5000 cada una. Para todos los casos se refiere únicamente a la población intramuros y no agrega a los pueblos vecinos.

### Dominios seléucidas
George Aperghis se basó en datos aportados por Polibio y Malalas sobre el número de colonos griegos que se establecieron inicialmente en Seleucia Pieria y Antioquia del Orontes, para estimar que la segunda tuvo cinco a seis mil ciudadanos con sus familias. Sumados a un alto número de esclavos y libres no griegos probablemente fueron ser unos 50 000. Luego extrapoló esta cifra a toda ciudad de un tamaño similar. Aperghis también basaba sus cálculos en estudios sobre la producción agrícola para estimar que en la época la densidad demográfica máxima podía ser de 200 personas por kilómetro cuadrado para zonas urbanas (aunque esta densidad varía según la geografía de la zona estudiada).
Seleucia del Tigris, que abarcaba un área de 550 hectáreas, el doble que las ciudades de la tetrápolis, por lo que inicialmente pudo tener 50 000 a 100 000 personas, incluyendo 10 000 ciudadanos griegos, siendo probablemente la segunda cifra la más cercana a la realidad y que siguió creciendo en el tiempo. La ciudad alcanzaría los 600 000 habitantes según Plinio el Viejo, aunque en el período arsácida tuvo que competir con una nueva capital, Ctesifonte. El historiador y demógrafo Chandler le asigna una población de unos 300 000 habitantes para el siglo III a. C., siendo con Alejandría, la mayor ciudad del mundo. Sin embargo, como no se ha excavado apropiadamente sus ruinas y se desconoce el área total que llegó a abarcar, toda estimación demográfica es poco fiable. Lo único seguro con las investigaciones actuales es que durante este período, la ciudad llegó a ser mucho más grande que Babilonia.
Antioquia del Orontes tuvo una población inicial de 50 000 personas que se componía de ciudadanos griegos y sus familias (especialmente macedonios y atenienses), esclavos y personas libres no griegas, como los judíos. No experimento un crecimiento serio hasta que las guerras sirias provocaron la decadencia de otras ciudades de la región hacia el 230 a. C.. En 180 a. C., Antíoco III el Grande instaló refugiados griegos en la ciudad. Hacia el 170 a. C., Antíoco IV expandió la urbe y construyó un nuevo acueducto para que rivalizará con Alejandría. Siguiendo a Aperghis, las ciudades del norte sirio (Cirro, Calcis, Beroa y Seleucia del Éufrates) tenían entre 10 000 y 20 000 habitantes cada una, mientras que Seleucia Pieria y Laodicea tuvieron entre 20 000 y 50 000 cada una. Apamea habría alcanzado los 40 000 a 50 000.
Respecto a la zona oriental del reino de los seléucidas, Aperghis estimó que Orchoe tenía 60 000 habitantes, Alejandría de Margiana 50 000, Marakanda 40 000, Trales 30 000 a 43 000, Magnesia del Meandro 23 000 a 32 000 y Tabai 20 000 a 29 000. Reden estimó que Alejandría de Oxiana tenía veinte a treinta mil habitantes, pero incluyendo las zonas rurales de su alrededor.
| Área de las principales ciudades (diversos cálculos que van de la época helenística a la imperial romana) |           |                        |           |
| Ciudad | Hectáreas | Ciudad                 | Hectáreas |
| Alejandría (Egipto)                                                                                       | 972       | Roma                   | 427       |
| Sardis | 356       | Alejandría de Margiana | 340       |
| Orchoe | 300       | Alejandría de Tróade   | 278       |
| Seleucia del Tigris                                                                                       | 250-550   | Seleucia Pieria        | 250-300   |
| Antioquía del Orontes                                                                                     | 225-399   | Éfeso                  | 224-415   |
| Marakanda                                                                                                 | 220       | Laodicea               | 220       |
| Apamea | 205-255   | Halicarnaso            | 174       |
| Cícico | 168       | Nicea                  | 159       |
| Trales | 140       | Cirene                 | 123       |
| Siracusa                                                                                                  | 120       | Clazómenas             | 117       |
| Damasco                                                                                                   | 115       | Magnesia del Meandro   | 100       |
| Tabai | 100       | Pérgamo                | 90-220    |
| Mileto | 89-95     | Cirro                  | 65-100    |
| Calcis | 65-100    | Beroa                  | 65-100    |
| Seleucia del Éufrates                                                                                     | 65-100    |                        |           |

### Dominios tolemaicos
Borrie creía que Alejandría alcanzó los 200 000 habitantes en el período. En cambio, el historiador estadounidense Joseph Gilbert Manning creía que fue la segunda ciudad del Mediterráneo (después de Atenas) en sobrepasar los 200 000 habitantes a mediados del siglo III a. C., y quizás alcanzó el medio millón en el siglo I a. C.. Dicho autor se basa en estudios sobre la producción agrícola en el Egipto ptolemaico para descartar toda afirmación que Alejandría habría alcanzado el millón de habitantes. El autor antiguo, Diodoro Sículo, estimaba que la población libre alcanzaba los 300 000 y según el historiador prusiano Konrad Mannert, ese número se duplicaba si se consideran a los esclavos. El historiador alemán Karl Julius Beloch aceptaba la cifra de Diodoro para los ciudadanos libres y contando los esclavos estimaba que pudo alcanzar el medio millón de habitantes (y agrega de Seleucia debió tener una población similar).
También considerando los datos de Diodoro, más los estudios de eruditos previos, el historiador británico Peter Fraser consideró que la ciudad pudo tener hasta un millón de habitantes al final de la dinastía macedónica. Fraser considera que el cronista antiguo pudo referirse sólo a los varones libres griegos, es decir, los ciudadanos, pero si se incluyen a sus mujeres e hijos pudo alcanzar tal tamaño. Además, debe mencionarse que los nativos egipcios no estaban incluidos dentro de los ciudadanos y existe un debate entre los historiadores si los judíos podían o no ser ciudadanos.
El historiador austriaco Walter Scheidel consideraba que, entre su fundación y el año 250 a. C., la población de Alejandría creció rápidamente hasta alcanzar los 300 000 habitantes. Usando como modelos el crecimiento demográfico que experimentaron en los últimos siglos Edo y Londres, Scheidel estimó que el puerto pudo sobrepasar los cien mil habitantes hacia el año 300 a. C.. Posteriormente ese crecimiento se ralentizó hasta llegar a los 400 000 en torno al año 200 a. C., su clímax demográfico. También postuló que la ciudad jamás alcanzó el medio millón de residentes. Por su parte, Chandler creía que llegó a tener unos 300 000 habitantes en el siglo III a. C..
El historiador británico Alan Bowman estimó que Alejandría y Ptolemaida fueron fundadas y pobladas principalmente por inmigrantes griegos, sumando posiblemente unas 400 000 personas para finales de la dinastía tolemaica. Según Bowman, Alejandría quizás superaría los 300 000 habitantes para mediados del siglo I a. C., mientras que Ptolemaida no era menor que Menfis. Reden señala que Ptolemaida pudo ser una de las grandes ciudades densamente pobladas que sobrepasaron los cien mil residentes, mientras que Berenice Troglodítica es estimada en veinte a treinta mil habitantes. Menfis tendría cincuenta a cien mil habitantes, aunque probablemente más cerca de la primera cifra. Greg Woolf, otro historiador británico, estimó que Ptolemaida y Menfis pudieron alcanzar los 100 000 habitantes cada una, mientras que Alejandría quintuplicaba esa población.
Dorothy Thompson creía que Menfis pudo tener entre cincuenta y doscientos mil habitantes. Willy Clarysse, basado en Thompson, asume que la población ciudad debió estar más cerca de la cifra más baja. En cambio, Dominic Rathbone sostuvo que Menfis alcanzó los cincuenta a sesenta mil. Respecto de Tebas, Clarysse cree que era demográficamente más pequeña que la anterior ciudad, aunque admite desconocer qué tanto, quedándose con una estimación de 50 000 habitantes, de los que unos pocos miles eran griegos.

### Asia Menor
Beloch, basándose en datos aportados por Diodoro Sículo sobre el número de hoplitas que tenía Rodas, calculó que cuando Demetrio Poliorcetes la asedió, en la ciudad habría unos 24 000 ciudadanos y 30 000 libres no ciudadanos, totalizando una población de 100 000 personas si se cuenta los esclavos. Por su parte, el italiano Livio Livi consideraba que Rodas debió tener una proporción de ciudadanos libres mayores de 18 años y metecos similar a la que se rebeló del censo ateniense hecho por Demetrio en 317 a. C.: 21 000 ciudadanos y 10 000 metecos. Chandler acepta esas cifras y estima en 42 000 al total de habitantes.
Sobre Sardes, Chandler no dio estimaciones exactas, pero en una tabla sobre las ciudades más grandes en el año 200 a. C., la ponía justo por encima de la cifra de 35 000 habitantes.
En su época de esplendor, Pérgamo sobrepasaba los 100 000 habitantes, en el siglo II a. C., según la arqueóloga estadounidense Pamela A. Webb. Sin embargo, el erudito británico Ewen Bowie cree que en tiempos helenísticos era mucho más pequeña y el arqueólogo alemán Wolfgang Radt rebaja la cifra a 25 000 ó 40 000 personas. Según Bowie, Éfeso y Esmirna tendrían proporciones similares, mientras que Thomas Robert Shannon Broughton cree que eran mayores que Pérgamo, y Cícico sería un poco menor.
Respecto a Éfeso, basándose en estudios arqueológicos sobre el tamaño de la urbe y la capacidad de sus edificios públicos como un teatro con capacidad para 25 000 asistentes, Richard Billows creía que entre finales del período helenístico e inicios del romano pudo alcanzar los 100 000 habitantes. En cambio, el arqueólogo alemán Ernst Kirsten creía que en las 415 hectáreas que abarcaba la ciudad que refundó Lisímaco vivían 100 000 personas, número que se habría duplicado en tiempos de Augusto. Sin embargo, dichos números han sido cuestionados porque en el espacio al interior de las murallas que le construyó Lisímaco se estima que vivían 50 000 personas, aunque en el siglo V y mucha gente pudo vivir extramuros, pero no la suficiente porque las montañas costeras, las canteras y la costa dejaban poco espacio. También porque toda estimación alcista se basa en cálculos que hizo Beloch comparando el tamaño de Éfeso con Alejandría y tomando como a las fuentes antiguas ciertas respecto de la población de la ciudad egipcia.
Según Kirsten, sus principales competidoras eran Esmirna y Mileto, que decayeron hasta resurgir en el siglo II. En cambio, el británico Cecil John Cadoux creía que Esmirna pudo superar los 100 000 habitantes a mediados del siglo I a. C., la que se mantuvo en ese nivel durante la época imperial romana. Se basaba en estimaciones del historiador alemán Ludwig Bürchner. Si teatro de la ciudad tenía capacidad para 20 000 asistentes, Bürchner razonó que la urbe bien pudo alcanzar los cien mil residentes en el período romano e incluso antes, durante la tercera guerra mitridática. Respecto de Mileto, basado en registros sobre la recaudación impositiva de su región, el erudito Theodor Wiegand calculó la producción de grano de la región y, con base en esto, afirmó que la ciudad tendría unos 100 000 habitantes en el siglo II a. C.; por su parte, Beloch afirmaba que eran «al menos» 40 000.

### Primaria
Los libros son citados en números romanos y capítulos y párrafos en números arábigos. Entre paréntesis se usaron los apellidos de los editores o traductores de las ediciones usadas para indicar las páginas. 
- Diarios astronómicos babilónicos. En Austin, Michel M. (2006). «163 Babylonian records of the reign of Antiochus I for the years 274-273». The Hellenistic World from Alexander to the Roman Conquest: A Selection of Ancient Sources in Translation (en inglés). Cambridge University Press. pp. 299-301. ISBN 9781139455794. Véase también en Sachs, Abraham J.; Hunger, Hermann (1988). Astronomical Diaries and Related Texts from Babylonia. Diaries from 652 BC to 262 BC (en inglés) I. Österreichische Akademie der Wissenschaften.
- Diodoro Sículo. Biblioteca histórica. Libro XVII. En Bradford Welles, Charles (1963). The Library of History of Diodorus Siculus (en inglés) 8. Cambridge: Harvard University Press.
- Estrabón. Geografía. Libro XVI. En Falconer, W. (1889). The Geography of Strabo (en inglés) 3. Londres: George Bell and Sons.
- Libanio. Oraciones. En Downey, Glanville (1959). «Libanius' Oration in Praise of Antioch (Oration XI)». Proceedings of the American Philosophical Society (en inglés) CIII (5): 652-686. Véase también en Aikaterini Laskaridis Foundation.
- Pausanias. Descripción de Grecia. Libro I. En Ormerod, Henry Arderne (1992).  Richard Ernest Wycherley; William Henry Samuel Jones, ed. Pausanias Description of Greece (en inglés) 1. Cambridge: Harvard University Press. Véase también en Theoi.
- Plinio el Viejo. Historia natural. Libro VI. En Bostock, John; Riley, H. T. (1890). The Natural History of Pliny (en inglés) 2. Londres: George Bell and Sons.  Numeración según Thayer, Bill (1995). Pliny the Elder: the Natural History (en latín). Chicago: University of Chicago.

### Moderna
- Akurgal, Ekrem (1973). Ancient Civilizations and Ruins of Turkey: From Prehistoric Times Until the End of the Roman Empire (en inglés). Estambul: Haşet Kitabevi.
- Aperghis, Gerassimos Efthimios George (1999). The Seleukid Royal Economy: The Finances and Financial Administration of the Seleukid Empire (en inglés). Londres: University College London.
- Aperghis, Gerassimos Efthimios George (2004). The Seleukid Royal Economy: The Finances and Financial Administration of the Seleukid Empire (en inglés). Cambridge: Cambridge University Press. ISBN 9781139456135.
- Ball, Warwick (2002). Rome in the East: The Transformation of an Empire (en inglés). Londres: Taylor & Francis. ISBN 9781134823871.
- Beloch, Karl Julius (1886). Die Bevölkerung der griechisch-römischen Welt (en alemán). Leipzig: Verlag von Duncker & Humblot.
- Beloch, Karl Julius (1912). Griechische Geschichte (en alemán) IV (Parte 1). Leipzig: Walter de Gruyter.
- Bevan, Edwyn R. (1927). The House of Ptolemy: A History of Hellenistic Egypt under the Ptolemaic Dynasty (en inglés). Londres: Methuen Publishing.
- Billows, Richard (2005). «Cities».  En Andrew Erskine, ed. A Companion to the Hellenistic World (en inglés). Malden: Blackwell. pp. 196-215. ISBN 9781405154413.
- Boatwright, Mary T. (2012). Peoples of the Roman World (en inglés). Cambridge: Cambridge University Press. ISBN 9780521840620.
- Boiy, T. (2004). Late Achaemenid and Hellenistic Babylon (en inglés). París: Peeters. ISBN 9789042914490.
- Borrie, W. D. (1967). «Population Growth, Demographic and Sociological Viewpoints». International Journal of Agrarian Affairs (IJAA) (en inglés) V (2): 1-23.
- Bosworth, Andrew (1995). «World Cities and World Economic Cycles».  En Stephen K. Sanderson, ed. Civilizations and World Systems: Studying World-historical Change (en inglés). Oxford: Rowman Altamira. pp. 206-228. ISBN 9780761991052.
- Bowie, Ewen (2023). «The Ancient Readers of the Greek Novels (1996)». Essays on Ancient Greek Literature and Culture: Comedy, Herodotus, Hellenistic and Imperial Greek Poetry, the Novels (en inglés) II. Cambridge: Cambridge University Press. pp. 473-492. ISBN 9781009353526.
- Bowman, Alan (2011). «Ptolemaic and Roman Egypt: Population and Settlement».  En Alan Bowman; Andrew Wilson, ed. Settlement, Urbanization, and Population (en inglés). Oxford: Oxford University Press. pp. 317-358. ISBN 9780199602353.
- Broughton, Thomas Robert Shannon (1938). «Roman Asia Minor».  En Tenney Frank, ed. An Economic Survey of Ancient Rome: Roman Africa, Roman Syria, Roman Greece, Roman Asia (en inglés) IV. Paterson: Pageant Books. pp. 499-916.
- Bürchner, Ludwig (1927). «Smyrna 3». Paulys Realencyclopädie der classischen Altertumswissenschaft (en alemán). IIIA (1). pp. 730-764. Véase texto completo en Archive.
- Burns, Ross (2019). Damascus: A History (en inglés). Boca Raton: Taylor & Francis. ISBN 9781351055208.
- Chandler, Tertius; Fox, Gerald (1974). 3000 Years of Urban Growth (en inglés). Nueva York: Academic Press.
- Chandler, Tertius (1987). Four Thousand Years of Urban Growth (en inglés). Lewiston: St. David's University Press.
- Chandler, Tertius; Fox, Gerald (2013). 3000 Years of Urban Growth (en inglés). Ámsterdam: Elsevier. ISBN 9781483271255.
- Clarysse, Willy (1995). «Greeks in Ptolemaic Thebes».  En S.P. Vleeming, ed. Hundred-gated Thebes. Acts of a colloquium on Thebes and the Theban area in the Graeco-Roman period (en inglés). Leiden: Brill. pp. 1-19.
- Clarysse, Willy (1995). Greeks in Ptolemaic Thebes (en inglés).
- Cohen, Getzel M. (2013). The Hellenistic Settlements in the East from Armenia and Mesopotamia to Bactria and India (en inglés). Santa Bárbara: University of California Press. ISBN 9780520953567.
- Cornell, Tim J. (1995). The Beginnings of Rome: Italy and Rome from the Bronze Age to the Punic Wars (c. 1000-264 BC) (en inglés). Londres: Psychology Press. ISBN 9780415015967.
- Dicks, Brian (1974). Rhodes (en inglés). Newton Abbot: David & Charles. ISBN 9780811714358.
- Evans, Richard J. (2009). Syracuse in Antiquity: History and Topography (en inglés). El Cabo: University of South Africa Press. ISBN 9781868884070.
- Fleming, John; Honour, Hugh (2004). «Arte helenístico y romano». Historia mundial del arte. Madrid: Editorial Akal. Traducción inglés-español por Marta Sánchez-Eguíbar Durán. pp. 179-225. ISBN 9788446020929.
- Fraser, Peter Marshall (1972). Ptolemaic Alexandria (en inglés) II. Oxford: Clarendon Press.
- Gills, Barry K.; Frank, Andre Gunder (1992). «The Five Thousand Year World System: An Interdisciplinary Introduction». Humboldt Journal of Social Relations (en inglés) XVIII (1): 1-79.
- Grainger, John D. (2014). Seleukos Nikator: Constructing a Hellenistic Kingdom (en inglés). Londres: Taylor & Francis. ISBN 9781317800996.
- Gregory, Timothy E. (1979). Vox Populi: Popular Opinion and Violence in the Religious Controversies of the Fifth Century A.D. (en inglés). Columbus: Ohio State University Press. ISBN 9780814202913.
- Hanson, J. W. (2011). «The urban system of Roman Asia Minor and wider urban connectivity».  En Alan Bowman; Andrew Wilson, ed. Settlement, Urbanization, and Population (en inglés). Oxford: Oxford University Press. pp. 229-275. ISBN 9780199602353.
- Hanson, J. W. (2016). An Urban Geography of the Roman World, 100 BC to AD 300 (en inglés). Oxford: Archaeopress Publishing Limited. ISBN 9781784914738.
- Harl, Kenneth W. (1996). Coinage in the Roman economy, 300 B.C. to A.D. 700 (en inglés). Baltimore: Johns Hopkins University Press. ISBN 9780801852916.
- Hess, Herbert William (1923). Creative Salesmanship: Scientific Ideas for Salesmen, Salesmanagers and Sales Administrators (en inglés). Londres: J. P. Lippincott.
- Hoepfner, Wolfram (1990). «Von Alexandria über Pergamon nach Nikopolis: Städtebau und Stadtbilder hellenistischer Zeit».  En Philipp von Zabern, ed. Akten des XIII. Internationalen Kongresses für Klassische Archäologie: Berlin, 24.-30. Juli 1988 (en alemán). Maguncia: Deutsches Archäologisches Institut. pp. 275-285. ISBN 9783805310994.
- King, Margaret L. (2003). Western Civilization: A Social and Cultural History. Prehistory-1750 (en inglés) I. Upper Saddle River: Prentice Hall. ISBN 9780130450074.
- Kirsten, Ernst; Buchholz, Ernst Wolfgang; Köllmann, Wolfgang (1968). Raum und Bevölkerung in der Weltgeschichte: Von der Vorzeit bis zum Mittelalter, von E. Kirsten (en alemán). Wurzburgo: A.G.Ploetz-Verlag.
- Laale, Hans Willer (2011). Ephesus (Ephesos): An Abbreviated History from Androclus to Constantine Xi (en inglés). Bloomington: WestBow Press. ISBN 9781449716189.
- Lerner, Jeffrey D. (1999). The Impact of Seleucid Decline on the Eastern Iranian Plateau: The Foundations of Arsacid Parthia and Graeco-Bactria (en inglés). Stuttgart: Steiner. ISBN 3515074171.
- Lévêque, Pierre (2006). Período helenístico. Buenos Aires: Paidós. Traducción francés-español por Julia de Jodar. ISBN 950-12-5952-8.
- Livi, Livio (1944). Prime linee per una storia demografica di Rodi e delle isole dipendenti dall'età classica ai nostri giorni (en italiano). Florencia: G.C. Sansoni.
- Mannert, Konrad (1825). Geographie der Griechen und Römer. Afrika (en alemán) X. Leipizg: Hahn.
- Manning, Joseph Gilbert (2003). Land and Power in Ptolemaic Egypt: The Structure of Land Tenure (en inglés). Cambridge: Cambridge University Press. ISBN 9781139436618.
- Manning, Joseph Gilbert (2007). «Hellenistic Egypt».  En W. Scheidel; I. Morris; R. Saller, ed. The Cambridge Economic History of the Greco-Roman World (en inglés). Cambridge: Cambridge University Press. pp. 434-459.
- Manning, Joseph Gilbert (2012). The Last Pharaohs: Egypt Under the Ptolemies, 305-30 BC (en inglés). Pricenton: Princeton University Press. ISBN 9780691156385.
- McEvedy, Colin (2011). Cities of the Classical World An Atlas and Gazetteer of 120 Centres of Ancient Civilization (en inglés). Londres: Penguin. ISBN 9780141967639.
- McKechnie, Paul (1989). Outsiders in the Greek cities in the fourth century B.C. (en inglés). Londres: Routledge.
- Morris, Ian (2006). «The Growth of Greek Cities in the First Millennium BC».  En Glenn R. Storey, ed. Urbanism in the Preindustrial World: Cross-Cultural Approaches (en inglés). Tuscaloosa: University of Alabama Press. pp. 27-51. ISBN 9780817352462.
- Murphy-O'Connor, Jerome (2015). St. Paul's Ephesus: Texts and Archaeology (en inglés). Collegeville: Liturgical Press. ISBN 9780814683248.
- Ogden, Daniel (2017). The Legend of Seleucus: Kingship, Narrative and Mythmaking in the Ancient World (en inglés). Cambridge: Cambridge University Press. ISBN 9781107164789.
- Poland, Franz J. Friedrich (1913). «A. Staat. Leben. Götterverehrung». Die hellenistisch-römische Kultur (en alemán). Berlín: B. G. Teubner. pp. 8-72.
- Poliakov, N. H. (2013). Справочник архитектора (en ruso). Tiflis: Tbilisi State University. ISBN 9785458463683.
- Radt, Wolfgang (1999). Pergamon. Geschichte und Bauten einer antiken Metropole (en alemán). Darmstadt: Verlag Primus.
- Rathbone, Dominic W. (1990). «Villages, land and population in Graeco-Roman Egypt». Proceedings of the Cambridge Philological Society (en inglés) XXXVI (216): 103-142.
- Scheidel, Walter (2004). «Creating a Metropolis: A Comparative Demographic Perspective».  En William V. Harris, Giovanni Ruffini, ed. Ancient Alexandria Between Egypt and Greece (en inglés). Leiden: Brill. pp. 1-31. ISBN 90 04 14105 7.
- Scheidel, Walter (2008). «Demography». The Cambridge economic history of the Greco-Roman world (en inglés). Cambridge: Cambridge University Press. pp. 38-86. ISBN 9781139054140.
- Schoenauer, Norbert (1981). 6000 Years of Housing: The Oriental Urban House (en inglés) II. Nueva York: Garland STPM Press. ISBN 9780824071738.
- Speake, Graham (2019). Encyclopedia of Greece and the Hellenic Tradition (en inglés). Abingdon: Taylor & Francis. ISBN 9781135942069.
- Stanley, Bruce (2007). «Bukhara».  En Michael Dumper; Bruce Stanley, ed. Cities of the Middle East and North Africa: A Historical Encyclopedia (en inglés). Santa Bárbara: Bloomsbury Publishing. pp. 95-99. ISBN 9781576079201.
- Stark, Rodney (1996). The rise of Christianity (en inglés). Princenton: Princenton University Press.
- Thompson, Dorothy J. (1988). Memphis under the Ptolemies (en inglés). Princeton: Princeton University Press.
- Von Reden, Sitta (2011). «Demand Creation, Comsumption, and Power in Ptolemaic Egypt». The Economies of Hellenistic Societies, Third to First Centuries BC (en inglés). Oxford: Oxford University Press. pp. 421-440. ISBN 9780199587926.
- Von Reden, Sitta (2015). Antike Wirtschaft (en alemán). Berlín: De Gruyter. ISBN 9783486852622.
- Von Reden, Sitta; Lara Fabian, Eli J. S. Weaverdyck (2020). «1.The Hellenistic Empires». Handbook of Ancient Afro-Eurasian Economies: Contexts (en inglés) I. Berlín: De Gruyter Oldenbourg. pp. 15-52. ISBN 978-3-11-060774-1.
- Von Reden, Sitta; Lara Fabian, Eli J. S. Weaverdyck (2021). «12.A Economic Dynamics in the Hellenistic Empires».  En De Gruyter Oldenbourg, ed. Handbook of Ancient Afro-Eurasian Economies: Local, Regional, and Imperial Economies (en inglés) II. Friburgo: Albert-Ludwigs-Universität Freiburg Seminar für Alte Geschichte. pp. 591-630.
- Waelkens, Marc (2004). «Ein Blick von der Ferne. Seleukiden und Attaliden in Pisidien». Istanbuler Mitteilungen (MDAI) (en alemán) (Berlín: Deutsches Archäologisches Institut) I (54): 435-471.
- Weber, Max (2013). The Agrarian Sociology of Ancient Civilizations (en inglés). Londres: Verso Books. Traducción alemán-inglés por R. I. Frank. ISBN 9781781681091.
- Wiegand, Theodor (1911). «Siebenter vorläufiger Bericht über die von den Königlichen Museen in Milet und Didyma unternommenen Ausgrabungen». Abhandlungen der Königlich Preussischen Akademie der Wissenschaften zu Berlin (en alemán). Berlín: Akademie der Wissenschaften. pp. 1-71.
- Will, Édouard (1998). «El mundo helenístico». El mundo griego y el Oriente. El siglo IV y la época helenística II. Madrid: Akal. Traducción francés-español por Francisco Javier Fernández Nieto y Alejandro Noguera Borel. pp. 297-599. ISBN 9788446008019.
- Wilson, Andrew (2011). «City Sizes and Urbanization in the Roman Empire».  En Alan Bowman; Andrew Wilson, ed. Settlement, Urbanization, and Population (en inglés). Oxford: Oxford University Press. pp. 161-195. ISBN 9780199602353.
- Woolf, Greg (2020). The life and death of ancient cities: a natural history (en inglés). Nueva York: Oxford University Press. ISBN 0-19-966473-0.

- Datos: Q131432106